# Люэрдиссен
Люэрдиссен (нем. Lüerdissen) — община в Германии, в земле Нижняя Саксония.
Входит в состав района Хольцминден. Подчиняется управлению Эшерсхаузен. Население составляет 440 человек (на 31 декабря 2010 года). Занимает площадь 7 км².
| Год  | Население |
| ---- | --------- |
| 1990 | 567       |
| 1995 | 603       |
| 2000 | 521       |
| 2005 | 486       |
| 2010 | 468       |